# 法瓦拉德拉里韦拉
法瓦拉德拉里韦拉，是西班牙巴伦西亚自治区巴伦西亚省的一个市镇。总面积9平方公里，总人口1777人（2001年），人口密度197人/平方公里。